# Тінь Вальгари
«Тінь Вальгари» або «Тінь стерв'ятника» (англ. The Shadow of the vulture) — історичне оповідання американського письменника Роберта Говарда, що розповідає про облогу Відня військами османського султана Сулеймана I. Головна героїня — Руда Соня, українська дівчина-козачка з Рогатина, вигадана сестра Роксолани. Вперше оповідання надруковане в січні 1934 року в журналі «The Magic Carpet Magazine».

## Сюжет
Напередодні облоги Відня в 1529 році, османський султан Сулейман I звільняє з в'язниці представників делегації послів з Австрійської монрахії зі словами, якими фактично оголошує війну Австрії. Серед послів султан примічає знайоме обличчя. Пізніше, в розмові з візиром, він пригадує, що то був Готтфрід фон Кальмбах, також відомий як Гомбак, — німецький лицар, який ледве не вбив Сулеймана в битві при Могачі. Забажавши помсти, султан доручає Ібрагім-паші вбити Гомбака. Далі сюжет розгортається в Стамбулі, по дорозі від Стамбулу до Відня, і в самому Відні в 1529 році. Війська султана безуспішно намагаються завоювати місто. Руда Соня з Рогатина, Готтфрід фон Кальмбах і захисники міста успішно відбивають атаки османів. Через зиму, що насувається, війська султана вимушені відступити. Це був кінець стрімкого просування османів Європою.

## Персонажі

### Вигадані
- Руда Соня — головна героїня, українська дівчина-козачка з Рогатина, сестра Роксолани, яка приїхала обороняти Відень з особистих причин — щоб помститися сестрі і османам.
- Готтфрід фон Кальмбах — головний герой, авантюрист, випивоха і зірвиголова, учасник битви при Могачі.
- Міхал-огли — начальник акинджи, елітного підрозділу турецьких військ, головний лиходій оповідання. На спині носить крила грифа, що і дало назву оповідання — «Тінь стерв'ятника».
- Шорук — диверсант, який разом з сином Рупеном служить Сулейману. За національністю — вірменин. Відповідав за підривну діяльність під стінами Відня.

### Реальні
- Сулейман I — османський султан.
- Ібрагім-паша — великий візир султана.
- Роксолана — дружина Сулеймана, у оповіданні не є дійовою особою, лише згадується.
- Микола Зрінський — полководець імператора Фердинанда I.
- Микола Сальмський — полководець імператора.

## Видання
Англійською:
- «The Magic Carpet Magazine» (січень 1934),
- «Conan the Barbarian № 23», Marvel (1973),
- «The Sowers of the Thunder», Grant (1973),
- «The Sowers of the Thunder», Zebra (1975),
- «The Sowers of the Thunder», Grant (1976),
- «The Sowers of the Thunder», Zebra (1976),
- «The Sowers of the Thunder», Sphere (1977),
- «The Sowers of the Thunder», Zebra (1977),
- «The Sowers of the Thunder», Ace (1979),
- «Echoes of Valor III», Tor (1991),
- антологія «Echoes of Valor III» (1991),
- «Gates of Empire and other tales of the Crusades», Wildside Press (2004),
- «Lord of Samarcand and other adventure tales of the old orient», Bison Books (2005),
- «Gates of Empire and other tales of the Crusades», Wildside Press (2006),
- «The exotic writings of Robert E. Howard», Girasol Collectables (2006),
- «The best of Robert E. Howard Volume 2: Grim Lands», Del Rey (2007),
- «Pulp replica: The magic carpet magazine V4N1», Girasol Collectables (2007),
- збірник «The Best of Robert E. Howard» (2007),
- «The complete magic carpet magazine», Girasol Collectables (2008),
- «Pulp facsimile: The magic carpet magazine V4N1», Wildside Press (2008),
- збірник «Sword Woman And Other Historical Adventures» (2011).